# Heteromins
Els heteromins (Heteromyinae) són una subfamília de rosegadors de la família dels heteròmids. Aquest grup conté dos gèneres vivents, amb espècies originàries del sud de Texas (Estats Units), Mèxic, Meso-amèrica i el nord de Sud-amèrica (Colòmbia, Veneçuela i l'Equador). Els seus hàbitats naturals són biomes tropicals, com ara els matollars xeròfils, les selves pluvials i les selves nebuloses de montà.